# أرتور روجيريو لوز
أرتور روجيريو لوز هو رسام وفنان فلبيني، ولد في 20 نوفمبر 1926.